# 마스트리흐트절
| 기                           | 세       | 절             | 백만년전    |
| ---------------------------- | -------- | -------------- | ----------- |
| 고진기                       | 팔레오세 | 다니아절       | 이후        |
| 백악기                       | 후기     | 마스트리흐트절 | 66.0–70.6   |
| 백악기                       | 후기     | 샹파뉴절       | 70.6–83.5   |
| 백악기                       | 후기     | 산토눔절       | 83.5–85.8   |
| 백악기                       | 후기     | 코냐크절       | 85.8–89.3   |
| 백악기                       | 후기     | 투로니아절     | 89.3–93.5   |
| 백악기                       | 후기     | 세노마눔절     | 93.5–99.6   |
| 백악기                       | 전기     | 알바절         | 99.6–112.0  |
| 백악기                       | 전기     | 압트절         | 112.0–125.0 |
| 백악기                       | 전기     | 바렘절         | 125.0–130.0 |
| 백악기                       | 전기     | 오트리브절     | 130.0–136.4 |
| 백악기                       | 전기     | 발랑쟁절       | 136.4–140.2 |
| 백악기                       | 전기     | 베리아절       | 140.2–145.5 |
| 쥐라기                       | 후기     | 티톤절         | 이전        |
| 2013년 이후의 백악기의 구분. |          |                |             |

마스트리흐트절(Maastrichtian)은 백악기 후기의 가장 최근의 시기이자, 중생대에서 가장 최후의 시기이다. 그 시간은 7210만년 전 ~ 6600만년까지의 610만년간의 시기에 해당한다. 샹파뉴절의 이후이고 데인절의 이전이다.
마스트리흐트절 말엽에 백악기-제3기 대량절멸이 일어났다. 이 대량절멸 때 조류를 제외한 모든 공룡들, 익룡들, 수장룡들, 어룡들 등 중생대 지구를 지배한 대형 파충류들이 절멸했다.
마스트리흐트절은 1849년 벨기에의 지질학자 앙드레 휴버트 뒤몽이 네덜란드 림뷔르흐주의 마스트리흐트 마을 백악 분지의 암석 지층을 연구한 후 문헌에 소개하였다.